# Cantó de Tonnay-Charente
El cantó de Tonnay-Charente és un cantó francès del departament del Charente Marítim, situat al districte de Rochefort. Té 8 municipis i el cap és Tonnay-Charente.

## Municipis
- Cabariot
- Genouillé
- Lussant
- Moragne
- Muron
- Saint-Coutant-le-Grand
- Saint-Hippolyte
- Tonnay-Charente

| Data d'elecció                           | Identitat           | Partit                     | Qualitat |
| ---------------------------------------- | ------------------- | -------------------------- | -------- |
| 1945-1951                                | M. Mercier          | SFIO                       |          |
| 1951-1970                                | M. Préveraud        | RPF, després UDR           |          |
| 1970-1976                                | M. Morhellec        | Divers droite              |          |
| 1976-1994                                | Pierre Branger      | Divers droite, després RPR |          |
| 1994-                                    | Jean-Pierre Guillon | PS                         |          |
| les dades anteriors no són pas conegudes |                     |                            |          |
|                                          |                     |                            |          |

| A partir de 1990: Població sense dobles comptes |